# Arham
Arham est une commune malienne, située dans le département de la Saharas, chef-lieu cercle de Dirés, dans la région de Tombouctou.